# TTL 7440

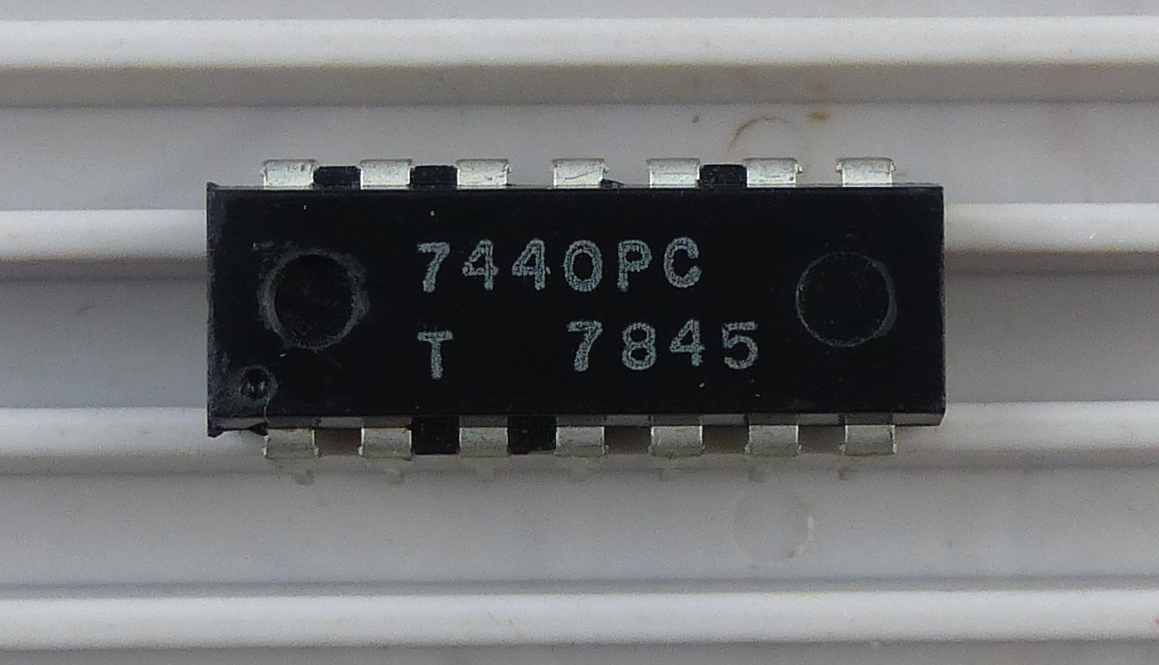
Circuito integrado 7440PC da Tungsram

O circuito TTL 7440 é um dispositivo TTL encapsulado em um invólucro DIP de 14 pinos que contém duas portas NAND de quatro entradas cada, com saída em buffer.

## Tabela-verdade
{\displaystyle /Y={\overline {ABCD}}}
| A (entrada) | B (entrada) | C (entrada) | D (entrada) | /Y (saída) |
| ----------- | ----------- | ----------- | ----------- | ---------- |
| H           | H           | H           | H           | L          |
| L           | X           | X           | X           | H          |
| X           | L           | X           | X           | H          |
| X           | X           | L           | X           | H          |
| X           | X           | X           | L           | H          |

H (nível lógico alto)
L (nível lógico baixo)
X (irrelevante)